# Oneida (Tennessee)
Oneida es un pueblo ubicado en el condado de Scott en el estado estadounidense de Tennessee. En el Censo de 2010 tenía una población de 3.752 habitantes y una densidad poblacional de 152,62 personas por km².

## Geografía
Oneida se encuentra ubicado en las coordenadas 36°31′3″N 84°30′33″O / 36.51750, -84.50917. Según la Oficina del Censo de los Estados Unidos, Oneida tiene una superficie total de 24.58 km², de la cual 24.21 km² corresponden a tierra firme y (1.54%) 0.38 km² es agua.

## Demografía
Según el censo de 2010, había 3.752 personas residiendo en Oneida. La densidad de población era de 152,62 hab./km². De los 3.752 habitantes, Oneida estaba compuesto por el 97.71% blancos, el 0% eran afroamericanos, el 0.11% eran amerindios, el 0.21% eran asiáticos, el 0.03% eran isleños del Pacífico, el 0.45% eran de otras razas y el 1.49% pertenecían a dos o más razas. Del total de la población el 0.88% eran hispanos o latinos de cualquier raza.